# Округ Хачинсон (Тексас)
Округ Хачинсон (енгл. Hutchinson County) је округ у америчкој савезној држави Тексас. По попису из 2010. године број становника је 22.150.

## Демографија
Према попису становништва из 2010. у округу је живело 22.150 становника, што је 1.707 (7,2%) становника мање него 2000. године.
| Група             | 2000.          | 2010.          |
| Белци             | 19.104 (80,1%) | 16.482 (74,4%) |
| Афроамериканци    | 574 (2,4%)     | 558 (2,5%)     |
| Азијати           | 83 (0,3%)      | 91 (0,4%)      |
| Хиспаноамериканци | 3.506 (14,7%)  | 4.386 (19,8%)  |
| Укупно            | 23.857         | 22.150         |